# Antonio Rueda Galera
Antonio Rueda Galera (Granollers, 24 d'octubre de 1963) és un exfutbolista i polític.
Va jugar com a davanter al Sant Andreu i al Real Jaén, equip amb el qual va aconseguir pujar a la Segona Divisió, en la qual es va mantenir durant dues temporades. Habitualment jugava amb el dorsal 7. Va ser el segon màxim golejador de la història del Real Jaén CF, aconseguint el 13 de maig de 2001 el seu gol número 100 com a jugador d'aquest club. La temporada 2001-2002 va ser el jugador en actiu de major edat a la Segona Divisió.
Després de retirar-se, es va presentar a les eleccions municipals de 2003 per la llista del PP, i va ser elegitregidor d'esports de l'Ajuntament de Jaén.
L'any 2007 es va fer càrrec com a entrenador del Real Jaén B, però no va arribar a acabar la temporada.